# Viola altaica
Viola altaica es una especie de violeta, originaria de Eurasia.

## Descripción
Es una planta herbácea perennifolia, que alcanza un tamaño de 4 - 15 cm de altura. Con rizoma delgado, ramificado. Los tallos muy cortos, densamente cubiertos con numerosas hojas por lo general agrupadas. Estípulas ovales u oblongas, de 1-2.6 cm x 11.4 mm, pinnatífidas, lóbulo terminal más grande, oblongo-ovadas, los lóbulos laterales 2 o 3 en cada lado, lanceolados u oblongo-lanceolados, márgenes escasamente pubérulas, el pecíolo generalmente más largo que la hoja. La inflorescencia con flores generalmente solitarias, de color amarillo o púrpura, azul, grandes, de 2-4.5 cm de diámetro. Pedicelos de 5-16 cm, glabros. Sépalos oblongo-lanceoladas, de 8-13 x 3-4 mm. Pétalos superiores subovados-orbiculares, los laterales y anterior de un visible color púrpura-negro. El fruto es una cápsula oblongo-ovoide. Tiene un número cromosomático de n = 54.

## Distribución y hábitat
Se encuentra en prados alpinos y subalpinos, en las laderas de bosques de montaña, en praderas, entre musgos y líquenes, a una altitud de 1500-4000 metros, en Xinjiang, Kazajistán, Kirguistán, Mongolia, Rusia, (Siberia), Suroeste de Asia (Cáucaso), el Sureste de Europa (Ucrania)].

## Taxonomía
Viola altaica fue descrita por John Bellenden Ker Gawler y publicado en Botanical Register; consisting of coloured . . . 1: , pl. 54, en el año 1815.
Sinonimia
- Mnemion grandiflorum Spach
- Viola monochroa Klokov[3]